# Donzdorf
Donzdorf est une ville allemande, située dans le Land du Bade-Wurtemberg et l'arrondissement de Göppingen.
Elle est située à 12 km à l'est de Göppingen et à 13 km au sud de Schwäbisch Gmünd. Elle est connue pour être le siège de Nuclear Blast, le plus grand label indépendant spécialisé dans le heavy metal.
Cette ville est jumelée avec Riorges en France.